# Lepidotheca
Lepidotheca is een geslacht van neteldieren uit de familie van de Stylasteridae.

## Soorten
- Lepidotheca altispina Cairns, 1991
- Lepidotheca brochi Cairns, 1986
- Lepidotheca chauliostylus Cairns, 1991
- Lepidotheca clavata Cairns, 2015
- Lepidotheca fascicularis (Cairns, 1983)
- Lepidotheca hachijoensis (Eguchi, 1968)
- Lepidotheca hebetis Cairns, 2015
- Lepidotheca horrida (Hickson & England, 1905)
- Lepidotheca inconsuta Cairns, 1991
- Lepidotheca macropora Cairns, 1986
- Lepidotheca minuta Cairns, 2015
- Lepidotheca pourtalesi Cairns, 1986
- Lepidotheca ramosa (Hickson & England, 1905)
- Lepidotheca ranunculata Cairns, 2015
- Lepidotheca robusta Cairns, 1991
- Lepidotheca splendens Cairns, 2015
- Lepidotheca tenuistylus (Broch, 1942)